# Cephalophus brookei
O Duiker-de-Brooke ou cabrito-de-Brooke (Cephalophus brookei) é um pequeno antílope encontrado em Gana, a oeste do Rio Volta, e na Costa do Marfim, Libéria e Serra Leoa. Considerado como subespécie do Cephalophus ogilbyi, foi elevado a espécie por Grubb et al. (1998) e Grubb e Groves (2002).